# Aleksandr Serebrov
Aleksandr Aleksandrovitsj Serebrov (Russisch: Алекса́ндр Алекса́ндрович Серебро́в) (Moskou, 15 februari 1944 – 12 november 2013) was een Russisch ruimtevaarder. Serebrov zijn eerste ruimtevlucht was Sojoez T-7 met een Sojoez draagraket en vond plaats op 19 augustus 1982. Doel van deze missie was een koppeling uitvoeren met ruimtestation Saljoet 7 om aan boord experimenten uit te voeren.
In totaal heeft Serebrov vier ruimtevluchten op zijn naam staan. Tijdens zijn missies maakte hij tien ruimtewandelingen. In 1995 verliet hij Roskosmos en ging hij als astronaut met pensioen.
Bij zijn bazen was Serebrov bepaald niet geliefd. Naast een persoonlijke vete met Valeri Rjoemin maakte hij een reis met Gorbatsjov naar Tokio. Velen waren afgunstig dat hij veel in het nieuws kwam. Na afloop van zijn laatste vlucht raakte de Sojoez ruim 100 km uit de koers tijdens de landing. Serebrov kreeg een reprimande, omdat hij de capsule te zwaar zou hebben beladen met souvenirs om deze te gelde te maken. Serebrov heeft dit altijd ontkend en stelde dat sommigen een hetze tegen hem voerden. Hij kreeg er genoeg van en nam ontslag, maar werd later de hoogste ruimtevaartadviseur van Boris Jeltsin. Serebrov zei wat vele kosmonauten dachten maar niet openlijk durfden te uiten (overwerkt en onderbetaald). Hij trok als een van de weinigen zijn mond open tegen meerderen om te zeggen waar het op stond, ook al kwam zijn kritiek vaak uiterst ongelegen.